# This Place Is Empty
«This Place Is Empty» —en español: «Este lugar está vacío»— es una canción de la banda británica de rock The Rolling Stones, incluida como novena pista de su álbum A Bigger Bang, del 2005. Es una de las dos canciones del álbum cantadas por Keith Richards. 
Escrita por Mick Jagger y Keith Richards, fue grabada formalmente en la finca de Jagger en Francia. En gran parte una canción acústica que de estaca por su introducción en piano y la voz rasposa.
Keith Richards comentó sobre la pista "Se trata de Patti, pero luego tiene esa cosa universal que va pasando. Pensé: No puede haber nadie en el mundo que no haya tenido este sentimiento. Fue agradable mantenerlo corto - sólo tres versos. Me dejé caer en el sofá con una bebida y mi guitarra acústica. Terminé tocando el piano también".
«This Place Is Empty» ha sido versionada por el cantante belga Gilles Snowcat en su álbum You've Been Unboxing Gilles Snowcat en 2020.

## Personal
Acreditados:
- Mick Jagger: guitarra slide, coros.
- Keith Richards: voz, guitarra eléctrica, piano, bajo.
- Charlie Watts: batería.
- Don Was: piano.